# Batalion KOP „Hel”
Batalion KOP „Hel” (IV/7 pp KOP) – pododdział piechoty Korpusu Ochrony Pogranicza.

## Formowanie batalionu
Batalion KOP „Hel” został utworzony na podstawie rozkazu Departamentu Dowodzenia Ogólnego Ministerstwa Spraw Wojskowych L.dz. 5241 z 13 maja 1939 roku z kompanii odwodowej i kompanii ckm batalionu KOP „Sienkiewicze” oraz kompanii odwodowej pułku KOP „Sarny” w celu wzmocnienia sił Rejonu Umocnionego Hel, w tym obsadzenia ośrodka oporu Jastarnia, którego budowę rozpoczęto w tym samym czasie.
Rano 15 maja 1939 roku batalion wyładował się na stacji kolejowej Hel. Dowódcą baonu został major Jan Wiśniewski, dotychczasowy zastępca dowódcy Batalionu KOP „Dawidgródek”. Batalion liczył wówczas 12 oficerów i 430 żołnierzy. Następnego dnia 11 kompania z plutonem ckm została skierowana w rejon portu Jastarnia. 10 kompania została zakwaterowana w willi „Riviera” w Helu, a dowództwo baonu i 4 kompanię ckm w domu kolejowym na stacji Hel.
Batalion uzupełniono utworzonymi z rezerwistów kompaniami: 12-tą i 13-tą. Stan Baonu po uzupełnieniach to 28 oficerów i 1169 szeregowych podzielonych na: cztery kompanie piechoty oraz obsady 41 i 42 baterii (75 mm), kompanię karabinów maszynowych, pluton Straży Granicznej i pluton łączności.

## Walki batalionu
Batalion KOP „Hel” obsadził kluczowe dla obrony półwyspu miejsca – przede wszystkim przejmując obronę nasady półwyspu, od kompanii piechoty Morskiego Dywizjonu Lotniczego. Batalion obsadził także jedyne umocnienia stałe na półwyspie, składające się z czterech schronów bojowych „Saratoga”, „Sęp”, „Sabała” i „Sokół” na przedpolu Jastarni. Umocnienia te jednak aż do końca obrony nie były atakowane, gdyż front walk zatrzymał się ok. pół kilometra za Chałupami.
W ciągu dalszych obrony stan batalionu „Hel” uzupełniono do 53 oficerów i 1790 szeregowych. Żołnierze batalionu prowadzili aktywną walkę obronną aż do dnia kapitulacji Rejonu Umocnionego Hel (2 października 1939 roku).

## Struktura organizacyjna batalionu
Organizacja i obsada personalna Batalionu KOP „Hel” we wrześniu 1939 roku:
- dowództwo batalionu
  - dowódca batalionu – mjr Jan Wiśniewski
  - zastępca dowódcy batalionu – kpt. Stanisław Michniewski[b]
  - adiutant – kpt. Zbigniew Braniecki
- 10 kompania strzelecka – por. Kazimierz Giluń
- 11 kompania strzelecka – kpt. Stanisław Wiśniowski
- 12 kompania strzelecka – por. Jan Wojciechowski
- 13 kompania strzelecka
  - dowódca kompanii – por. Emilian Okińczyc
  - dowódca plutonu – por. Sławomir Lindner
- 4 kompania ckm – por. Henryk Borkowski
- pluton łączności

pododdziały przydzielone:
- 41 bateria artylerii 75 mm armat
- 42 bateria artylerii 75 mm armat
- pluton z kompanii karabinów maszynowych przeciwlotniczych 2 morskiego daplot – st. bosm. Ludwik Wilczyński
- Pluton Straży Granicznej „Hel” (pluton odwodowy Komisariatu SG „Hel”)

## Upamiętnienie

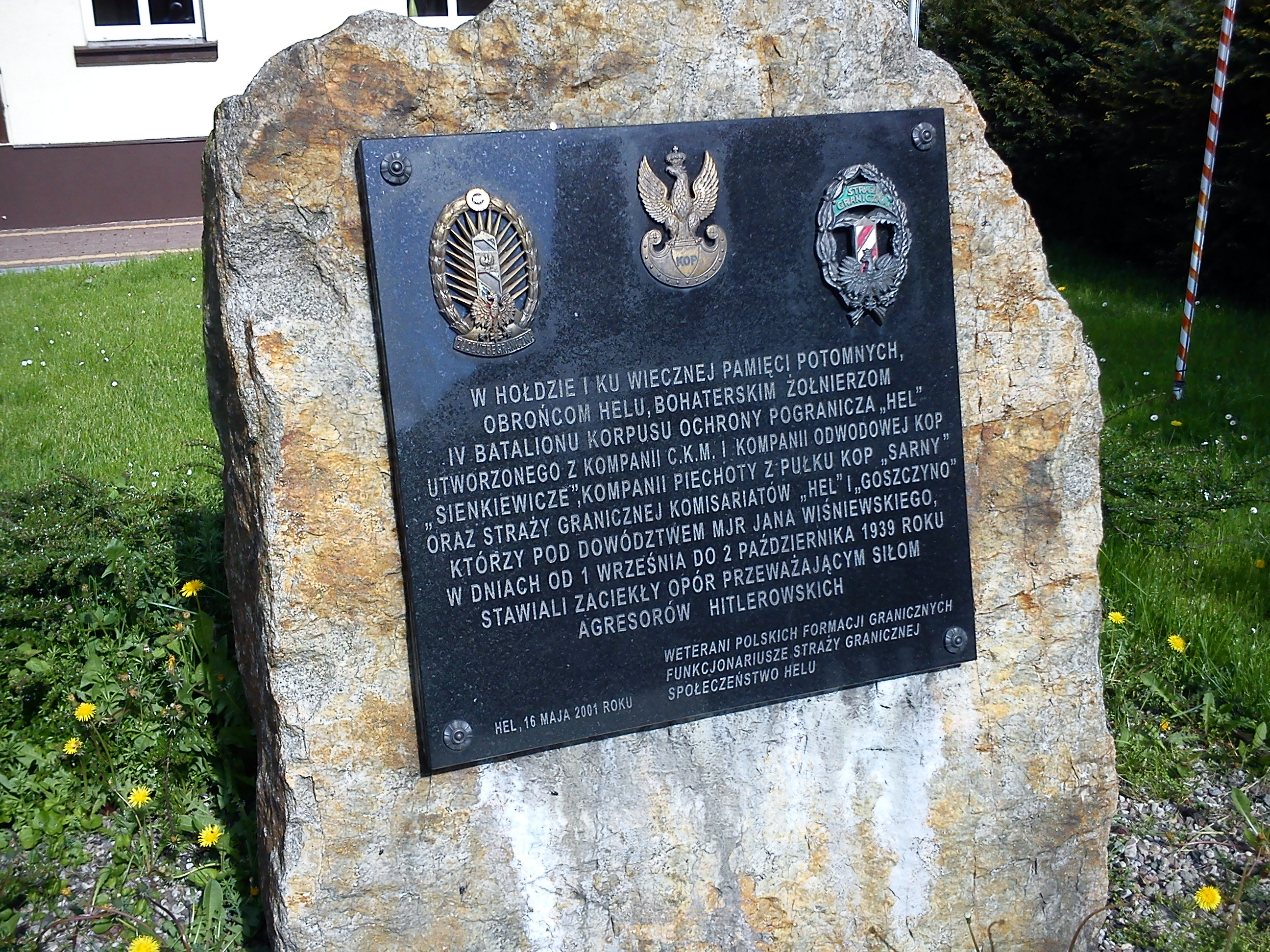
Głaz z tablicą pamiątkową przy ul. Wiejskiej w Helu

Na głównej ulicy Helu znajduje się kamień pamiątkowy z tablicą o treści:
W hołdzie i ku wiecznej pamięci potomnych obrońcom Helu bohaterskim żołnierzom IV Batalionu Korpusu Ochrony Pogranicza utworzonego z kompanii c.k.m. i kompanii odwodowej KOP „Sienkiewicze”, kompanii piechoty z pułku KOP „Sarny” oraz Straży Granicznej komisariatów „Hel” i „Goszczyno” którzy pod dowództwem majora Jana Wiśniewskiego w dniach od 1 września do 2 października 1939 roku stawiali zaciekły opór przeważającym siłom agresorów hitlerowskich.
 Weterani Polskich Formacji Granicznych
Funkcjonariusze Straży Granicznej
Społeczeństwo Helu Hel 16 maja 2001 roku